# V.F.D.
V.F.D.是系列小說《波特萊爾大遇險》中的虛構秘密組織，該組織的任務並不明確，其成員被稱為「志願者」，使用各種偽裝及密碼來掩飾他們進行的活動。其全名可能為「志願消防隊」（Volunteer Fire Department）。小說中的大部分角色都是V.F.D.成員。
在某個時候，V.F.D.分裂為兩派，一邊是波特萊爾父母、雷蒙尼·史尼奇和蒙叔叔等人，另一邊是歐拉夫伯爵等人。
小說作者丹尼爾·韓德勒在《All the Wrong Questions》及《Lemony Snicket: The Unauthorized Autobiography》等作品補充了不少在《波特萊爾大遇險》中並沒提及的V.F.D.訊息。

## 格言
|  | 這裡的世界很安靜 |

## 標誌
V.F.D.組織的標誌是一個眼睛，「V.F.D.」三個字母就隱藏於這個眼睛造型中。在組織分裂前，成員須在左腳踝上紋上眼睛造型。小說裡腳上有此刺青的角色有歐拉夫伯爵、賈克斯·史尼奇、凱特·史尼奇、以實瑪利。
在電視劇中，一些與V.F.D.有關的地點如：蒙叔叔家旁的迷宮、斷腸湖、歐威爾醫生住宅的窗戶也都有著一模一樣的眼睛造型。

## 相關物品
- 望遠鏡：是一種V.F.D.成員所擁有的物品，原著小說並無詳細描述。在2004年電影中，望遠鏡似乎象徵著成為V.F.D.成員的資格。在電視劇中，望遠鏡是一種多用途的工具[6]，蒙叔叔曾使用望遠鏡來解讀電影字幕中暗藏的代碼。
- 糖碗：是對V.F.D.的兩派人都至關重要的東西，據信裡頭放著致命病毒水母菌絲的解藥[4]。
- 史尼奇檔案：是一份非常重要的檔案，存放在海姆里希醫院的檔案室，裡面記錄著關於波特萊爾家發生火災的重要訊息，當中有一部分內容寫著：「由於第九頁討論到的證據顯示，專家現在懷疑火災中應有一名幸存者，但是這名幸存者的行踨目前不明」，波特萊爾家的孩子曾相信這名幸存者是指他們的父母之一，然而從小說的其他細節推測這名幸存者更可能是指夸麥爾三胞胎的其中之一。

## 相關地點
- 波特萊爾家：有一條可通往黑暗大道667號的秘密通道。於第一集時已被燒毀。
- 黑暗大道667號：有一條可通往波特萊爾家的秘密通道。
- 蒙哥馬利的爬蟲屋：有一條可通往夸麥爾家的秘密通道。
- 夸麥爾家：有一條可通往蒙哥馬利的爬蟲屋的秘密通道。於第五集前已被燒毀。
- 安惠賽水上中心：V.F.D.在附近的一個海底洞穴培育水母菌絲，用來研發對抗邪惡方的武器。第十一集提到它在第一集左右時就已被費納德 (又叫鉤子手的男人) 燒毀。
- 普魯佛洛克預備學校：曾經是栽培 V.F.D. 成員的學校。第十二集提到它因為貝絲女士搶銀行入獄而關閉。
- 海姆里希醫院：存放著史尼奇檔案。於第八集最後被歐拉夫和波特萊爾們燒毀。
- V.F.D.總部：位於蒙堤山脈。於第十集左右時已被有頭髮沒鬍子的女人和有鬍子沒頭髮的男人燒毀。
- 大結局旅館：被稱為最後一個安全的地方，於第十二集最後被歐拉夫和波特萊爾們燒毀。
- 小島

## 改編
在2004年電影《波特萊爾的冒險》中，對於V.F.D.組織的描述很簡略，只出現眼睛及望遠鏡等元素。
而在2017年於Netflix首播的電視劇《波特萊爾的冒險》對於V.F.D.則有較多的描述。在該劇第三季，揭示了以實馬利是V.F.D.的創辦者。

## 外部連結
- 《波特萊爾的冒險》第二季 神秘組織 VFD 獨家片段 （页面存档备份，存于）